# Polizeibehörde (Einheitssystem)
Als Polizeibehörde (Baden-Württemberg, Bremen) bzw. Polizeiverwaltungsbehörde (Saarland) werden in den deutschen Ländern, deren Polizei nach dem Einheitssystem aufgebaut ist, Einrichtungen bezeichnet, welche Aufgaben der Gefahrenabwehr wahrnehmen, aber nicht zum Polizeivollzugsdienst gehören. Obwohl Sachsen mit seiner Polizeirechtsnovelle 2020 zum Trennsystem gewechselt ist, verwendet es den Begriff der Polizeibehörde weiterhin ebenfalls in diesem Sinne.
Grob gesagt übernehmen die Polizeibehörden bzw. Polizeiverwaltungsbehörden die Abwehr von Gefahren für die öffentliche Sicherheit und Ordnung „vom Schreibtisch aus“, durch schriftliche Verfügungen, Verwaltungsakte u. ä., während der Polizeivollzugsdienst (im Saarland: Vollzugspolizei) diese in akuten Fällen „vor Ort“ ausführt. Zum Teil unterhalten die Gemeinden – in ihrer Funktion als örtliche Polizeibehörden – aber auch selbst einen uniformierten Vollzugsdienst.
Die ungefähre Entsprechung der Polizei(verwaltungs)behörde in den übrigen zwölf Bundesländern, deren Polizeirecht dem Trennsystem folgt, ist die Ordnungsbehörde (bzw. in Bayern die Sicherheitsbehörde).

## Polizeibehörden

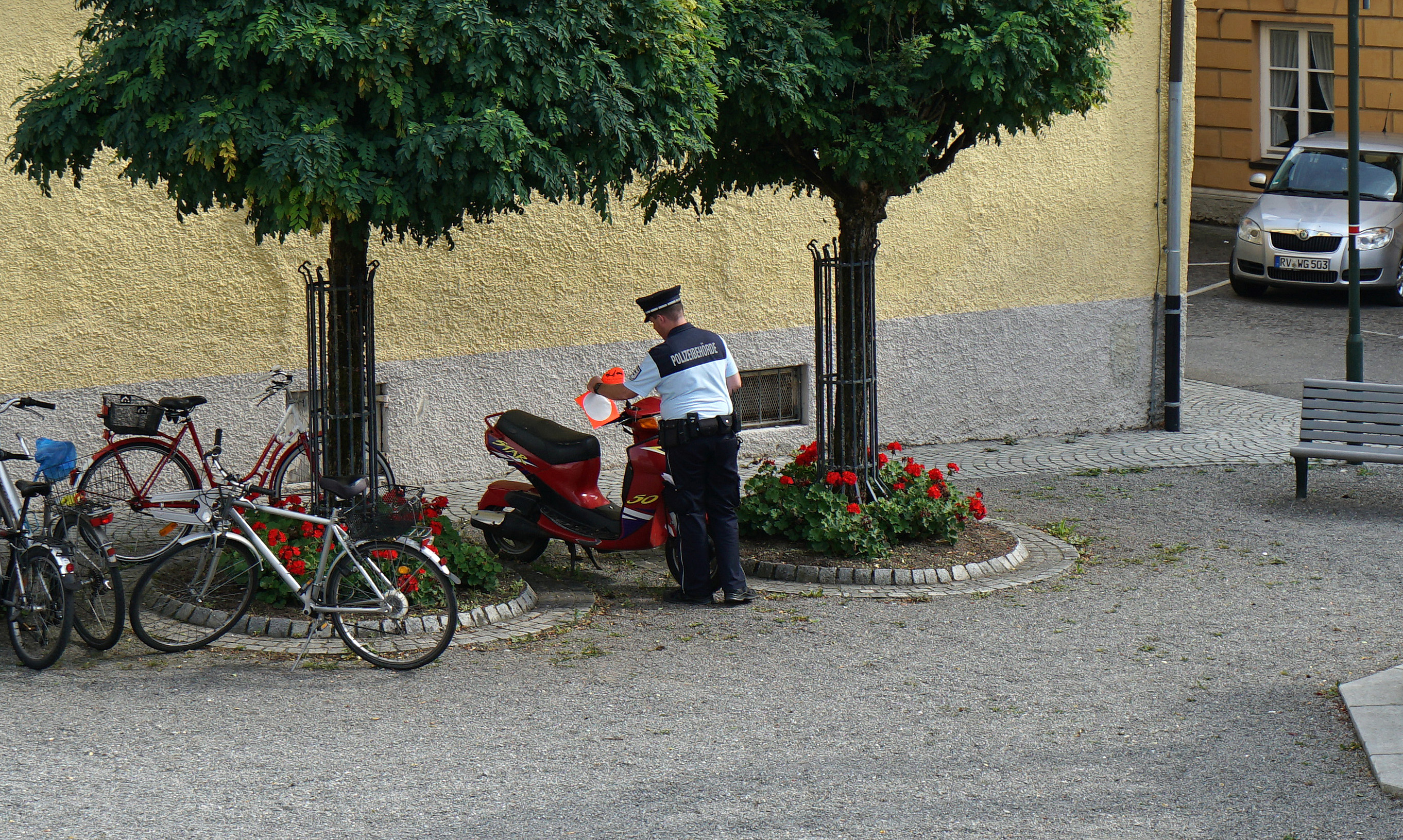
Ein Mitarbeiter einer Polizeibehörde stellt in Bad Waldsee in Baden-Württemberg eine Ordnungswidrigkeit infolge einer unerlaubten Sondernutzung fest: Das markierte Kraftfahrzeug, das ohne Kraftfahrzeugkennzeichen abgestellt ist und nicht zum Straßenverkehr zugelassen ist, nimmt öffentlichen Verkehrsraum über den Gemeingebrauch hinaus in Anspruch.

Es wird zwischen allgemeinen und besonderen Polizeibehörden (in Bremen und im Saarland: Sonderpolizeibehörden) unterschieden. Allgemeine Polizeibehörden sind die obersten Landespolizeibehörden, die Landespolizeibehörden, die Kreispolizeibehörden und die Ortspolizeibehörden. Dazu gehören auch allgemeine Verwaltungsbehörden, wenn sie zu Zwecken der Gefahrenabwehr tätig werden, z. B. Baurechts-, Abfallrechts- und Wasserbehörden. Besondere Polizeibehörden sind alle anderen Behörden, die Aufgaben der Gefahrenabwehr wahrnehmen, solche gibt es in der Praxis aber kaum noch.

### Allgemeine Polizeibehörden
Allgemeine Polizeibehörden gibt es auf mehreren Organisationsebenen. Dies ist in Baden-Württemberg (§§ 106, 107 Polizeigesetz) und Sachsen (§ 64 PolG) folgendermaßen geregelt:
- Oberste Landespolizeibehörden sind die Ministerien, die fachlich zuständig sind.
- Landespolizeibehörden sind in Baden-Württemberg die Regierungspräsidien, in Sachsen die Landesdirektion.
- Kreispolizeibehörden sind die Landratsämter und Stadtkreise bzw. Kreisfreien Städte, in Baden-Württemberg auch Große Kreisstädte und Verwaltungsgemeinschaften (untere Verwaltungsbehörden).
- Ortspolizeibehörden sind die Gemeinden.

Die Aufgaben der Ortspolizeibehörde müssen die Gemeinden als Pflichtaufgabe nach Weisung wahrnehmen (Weisungsaufgabe).
Das Saarland hat gemäß § 76 SPolG allgemeine Polizeiverwaltungsbehörden auf drei Ebenen:
- Landespolizeibehörden sind die fachlich zuständigen Ministerien.
- Kreispolizeibehörden sind die Landräte bzw. der Regionalverbandsdirektor (für den Regionalverband Saarbrücken); in der Landeshauptstadt Saarbrücken und in kreisfreien Städten die Oberbürgermeister.
- Ortspolizeibehörden sind die Bürgermeister.

In Bremen gibt es nur zwei Ebenen (§ 126, 128 BremPolG):
- Landespolizeibehörden sind die zuständigen Senatoren, denen bestimmte Zuständigkeiten für Aufgaben der Gefahrenabwehr übertragen sind.
- Ortspolizeibehörden sind die Gemeinden (in der Stadtgemeinde Bremen das Ordnungsamt sowie weitere kommunale Ämter; in der Stadtgemeinde Bremerhaven der Oberbürgermeister als Vertreter des Magistrats).

#### Zuständigkeit
In Baden-Württemberg ist für polizeiliche Aufgaben gem. § 105 Abs. 1 PolG in der Regel (d. h. wenn keine andere Zuständigkeit ausdrücklich bestimmt ist) die Ortspolizeibehörde zuständig. Gleiches gilt in Sachsen gem. § 68 Abs. 2 PolG, im Saarland gemäß § 80 Abs. 2 SPolG.
Bei Gefahr im Verzug, außer beim Erlass von Polizeiverordnungen, kann gemäß § 105 (2) PolG BW (bzw. § 69 PolG SN; § 80 Abs. 3 SPolG) jede übergeordnete Behörde Aufgaben einer untergeordneten wahrnehmen, die untergeordnete Behörde aber auch Aufgaben einer übergeordneten (z. B. die Ortspolizeibehörde die Aufgabe einer Landespolizeibehörde). 
Aufgaben können unter der gleichen Voraussetzung auch außerhalb des Dienstbezirks wahrgenommen werden (§ 68 Abs. 2 PolG BW; § 70 Abs. 3 PolG SN; § 81 Abs. 2 SPolG).

## Gemeindlicher Vollzugsdienst

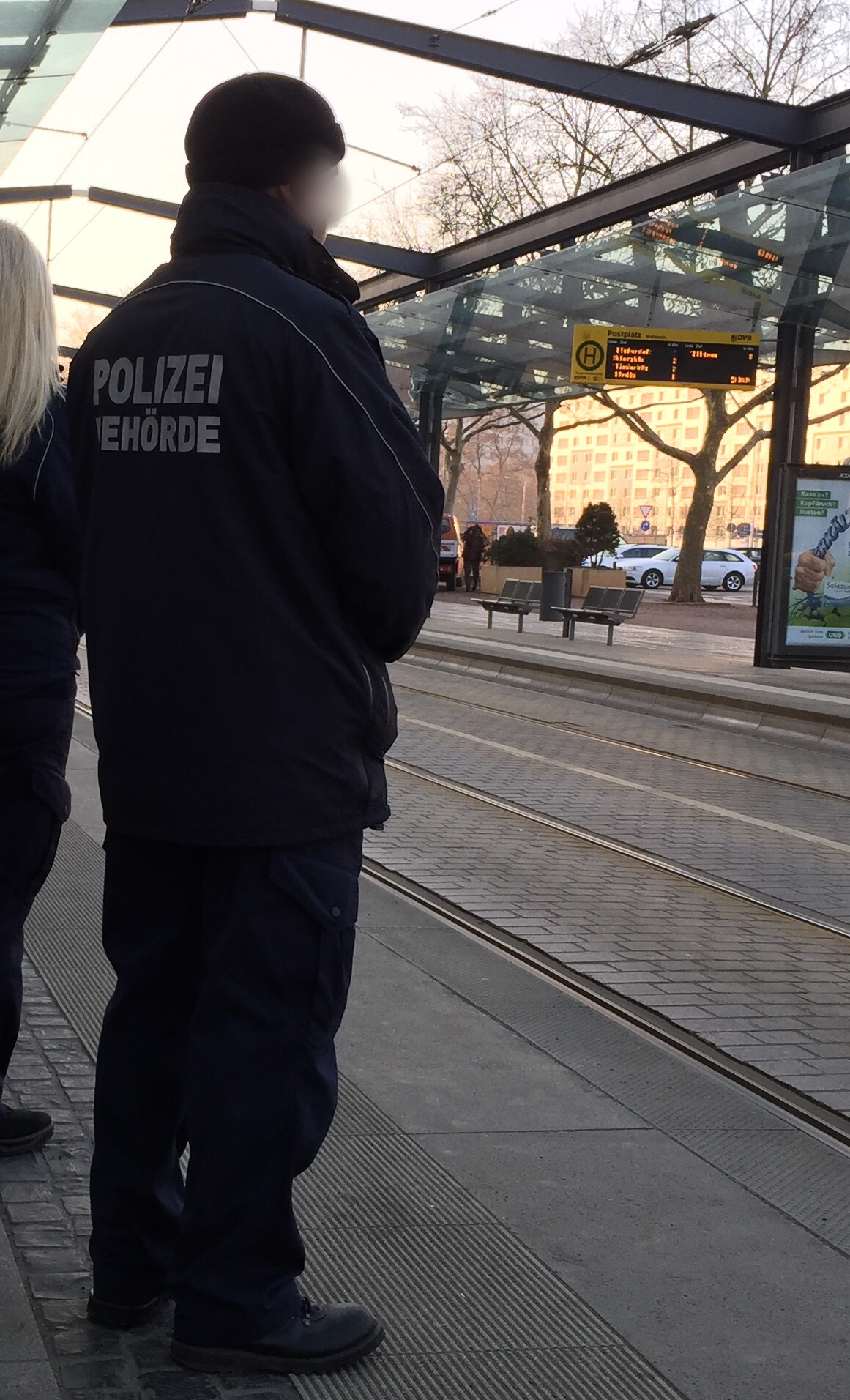
Gemeindlicher Vollzugsbediensteter der Stadt Dresden in Uniform mit der Aufschrift „Polizeibehörde“

Im Allgemeinen bedient sich die Ortspolizeibehörde beim Vollzug ihrer polizeilichen Aufgaben des Polizeivollzugsdienstes des jeweiligen Landes, d. h. der Einheiten, die im allgemeinen Sprachgebrauch als „Polizei“ bezeichnet werden. Diese führen vor Ort aus, was die Polizei(verwaltungs)behörde am Schreibtisch verfügt hat, und handeln in akuten Fällen, bei Gefahr im Verzug.
In Baden-Württemberg und Sachsen sind die Gemeinden – in ihrer Funktion als Ortspolizeibehörden – gemäß § 125 BWPolG bzw. § 9 SNPBG ermächtigt (aber nicht verpflichtet), auch Aufgaben zur Gefahrenabwehr an gemeindliche Vollzugsbedienstete (also uniformierte Mitarbeiter des Ordnungsamtes) zu übertragen. Im Rahmen ihrer festgelegten Aufgaben haben die gemeindlichen Vollzugsbediensteten und weitere Ämter eine vergleichbare Stellung wie Polizeibeamte, mit allen Rechten und Pflichten. Sie fungieren also als eine Art Stadtpolizei. Entsprechend ist auch die Stellung der Vollzugsbeamten der Ortspolizeibehörde Bremerhaven (§ 74 BremPolG). Der Polizeivollzugsdienst des jeweiligen Landes bleibt aber daneben (subsidiär) zuständig für alle Fälle der Gefahrenabwehr, in denen ein unmittelbares Eingreifen vor Ort erforderlich ist.
In einigen sächsischen und baden-württembergischen Städten tragen Fahrzeuge und Uniformen der Beamten des Ordnungsamtes die Aufschrift „Polizeibehörde“. Dies entspricht zwar nicht dem allgemeinen Sprachgebrauch, der unter „Polizei“ nur den staatlichen Polizeivollzugsdienst versteht, wohl aber der Terminologie in den Polizeigesetzen dieser Länder, nach denen eben die Gemeinden örtliche Polizeibehörden sind. Uniformen und Fahrzeuge der Ortspolizeibehörde Bremerhaven tragen sogar nur die Aufschrift „Polizei“.